# Winfield (Kansas)
Pour les articles homonymes, voir Winfield.
La ville de Winfield est le siège du comté de Cowley, dans l’État du Kansas, aux États-Unis. Sa population s’élevait à 12 301 habitants lors du recensement de 2010.

## Galerie photographique

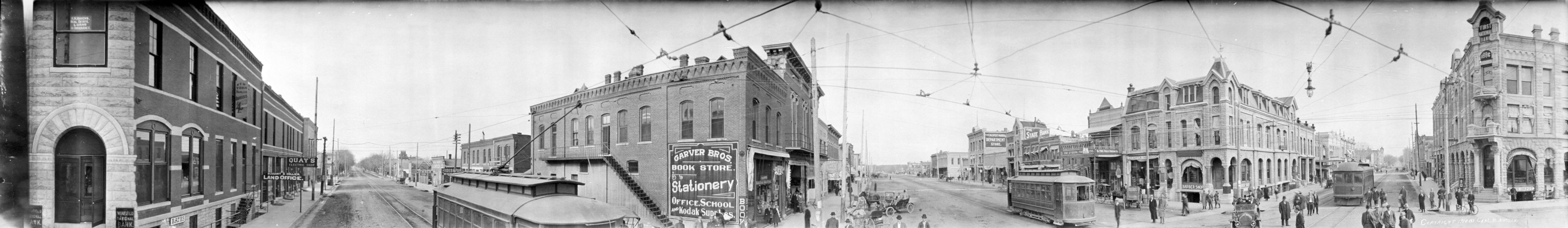
Winfield en 1910